# Даніель Фарке
Даніель Фарке (нім. Daniel Farke, нар. 30 жовтня 1976, Штайнгаузен-ан-дер-Роттум) — німецький футболіст, що грав на позиції нападника. Практично всю кар'єру гравця провів у клубах нижчих німецьких ліг. По завершенні ігрової кар'єри — тренер. З липня 2023 року очолює тренерський штаб «Лідс Юнайтед».

## Ігрова кар'єра
Народився 30 жовтня 1976 року в місті Штайнгаузен-ан-дер-Роттум. Розпочав грати у футбол в рідному місті, з 1994 року грав у клубі «Падерборн 07». У 1998 році став гравцем клубу «Ліппштадт 08», у якій грав до 2003 року, та був одним із кращих бомбардирів команди. У 2003—2005 роках грав за інший нижчоліговий клуб «Вільгельмсгафен», де також відзначався високою результативністю. У 2005—2006 роках грав у клубі «Боннер», у якому, щоправда, грав рідко, і з 2006 року знову став гравцем клубу «Ліппштадт 08». За кілька місяців Фарке перейшов до складу клубу «Меппен», але за рік повернувся до «Ліппштадт 08», у якому в 2008 році завершив виступи на футбольних полях.

## Кар'єра тренера
Невдовзі по закінченні виступів на футбольних полях Даніель Фарке 2009 року очолив тренерський штаб клубу «Ліппштадт 08». У цій команді Фарке працював з 2009 по 2015 рік, та зумів підняти команду з шостого дивізіону німецького футболу до четвертого дивізіону. Цей час частина оглядачів вважає найуспішнішим за всю історію ліппштадського футболу. У 2015 році очолив резервну команду дортмундської «Боруссії». На цій посаді він пропрацював два роки. Не домовившись про новий контракт з «Боруссією», 25 травня 2017 року він очолив англійську команду Чемпіоншипу «Норвіч Сіті», підписавши з нею дворічний контракт. Перший сезон під керівництвом Фарке команда завершила на 14 місці. Наступного сезону «Норвіч Сіті» переміг у Чемпіоншипі, та здобув путівку до Прем'єр-ліги. Щоправда, за підсумками сезону 2019—2020 років «Норвіч Сіті» вибув із Прем'єр-ліги назад до Чемпіоншипа, поступившись в останньому матчі сезону команді «Вест Гем Юнайтед» з рахунком 0:4. Проте за підсумками сезону 2020—2021 років «Норвіч Сіті» після перемоги в Чемпіоншипі знову повернувся до Прем'єр-ліги з рекордними для клубу 97 набраними очками. Після кількох місяців роботи в клубі вже знову Прем'єр-ліги Фарке у вересні 2021 року вирішив залишити англійський клуб.
13 січня 2022 року повідомлено, що Даніель Фарке підписав контракт із російським клубом «Краснодар» до 30 червня 2024 року. Проте вже 2 березня 2022 року, не провівши з новим клубом жодного офіційного матчу, у зв'язку з російським вторгнення в Україну (з 2022), Фарке з членами свого тренерського штабу покинув краснодарський клуб.
4 червня 2022 року Даніель Фарке призначений головним тренером німецького клубу «Боруссія» (Менхенгладбах).

## Титули і досягнення

### Як тренера
- Переможець Чемпіонату Футбольної ліги (1):

«Норвіч Сіті» : 2018–2019